# サイクリック宇宙論
サイクリック宇宙論（サイクリックうちゅうろん、cyclic universe theory）は、宇宙は無限の自律的な循環に従うとする宇宙論である。例えば、1930年にアルベルト・アインシュタインが簡潔に考えを示した振動宇宙論 (oscillatory universe theory) は、ビッグバンによって始まりビッグクランチによって終わる振動が永遠に連続する宇宙を理論化した。ビッグバンとビッグクランチの間、宇宙は膨張してゆき、その後、物質の重力による引力によって再び収縮し崩壊して、ビッグバウンス（大きな反発）が起こる。

## 概要
1930年代、理論物理学者、とりわけアルバート・アインシュタインは、膨張宇宙モデルに代わる（永続的な）サイクリック宇宙モデル（循環宇宙モデル）の可能性を考察していた。しかし、1934年にリチャード・トルマンは、サイクリック宇宙モデルの初期の試みは熱力学第二法則に従ってエントロピーは常に増大するというエントロピー問題のため失敗していることを示した。トルマンの成果は、宇宙の連続するサイクルは次第に長く大きくなっていくことを示唆した。外挿によって時間を遡っていくと、現在の宇宙より前の宇宙は、そのサイクルはより短く、大きさはより小さくなっていく。このことは理論的に困難な状況として何十年も解決されずにいたが、21世紀初期に暗黒エネルギー成分の発見を契機に、論理的整合性を持つサイクリック宇宙論が提唱された。
新しいサイクリック宇宙モデルの一つは、初期のエキピロティック宇宙論モデルから派生した宇宙の創成のブレーン宇宙論モデルである。これは2001年にプリンストン大学のポール・スタインハートおよびケンブリッジ大学のニール・テュロックによって提唱された。その理論は、一度のみならず何度も繰り返し存在する宇宙を記述している。その理論は、“宇宙定数” として知られる宇宙の膨張を加速しているエネルギーの不思議な反発的性質はなぜ標準的なビッグバンモデルによって予測されているよりも小さいオーダーの大きさであるのかを潜在的に説明する。
これとは異なるファントムエネルギーの概念に基づくサイクリック宇宙モデルが2007年にノースカロライナ大学チャペルヒル校のローリス・バウムおよびポール・フランプトンによって提唱された。

## スタインハート–テュロックモデル
このサイクリック宇宙モデルでは、二つの平行なオービフォールド平面またはM-ブレーンはより高次元の空間の中で周期的に衝突する。われわれに可視的な四次元宇宙はこれらのブレーンの内の一つに横たわっている。その衝突は、収縮から膨張への反転または直後にビッグバンが続いて起こるビッグクランチに対応する。今日われわれが見る物質および放射は、ブレーンの前に作られた量子ゆらぎによって決定付けられたパターン中での直近の衝突の間に発生したことになる。最終的に宇宙は今日われわれが観測している状態に到達し、何億年も先の未来に再び収縮を開始する。暗黒エネルギーはブレーン間の力に対応し、磁気単極子問題、地平線問題および平坦性問題を解決する決定的な役割を担う。そして、このサイクルは過去と未来が無限に連なる。その解はアトラクターであり、宇宙の完全な歴史の情報を含んでいる。
リチャード・トルマンが示したように、初期のサイクリック宇宙モデルは宇宙が不可避の熱力学的な熱的死を経験するということから破綻していた。しかし、新しいサイクリック宇宙モデルは膨張していくサイクルを持ちエントロピーが増大するのを妨げることによってこの問題を回避している。しかしながら、このモデルには主要な問題が存在する。とりわけ、衝突するブレーンは弦理論学者によって理解されていない。また、スケール不変スペクトルがビッグクランチによって破壊されるかどうかは誰も知らない。さらに、宇宙のインフレーションのように真空のゆらぎを生成するために必要な力の一般的な特性（エキピロティック宇宙論のシナリオではブレーン間の力）が知られている一方で、その力に関する素粒子物理学からの候補はない
。

## バウム-フランプトンモデル
2007年のこの新しいサイクリック宇宙モデルは、パラメータwを通して、圧力と密度に関わる暗黒エネルギーの状態の方程式に関して新規の技術的な仮定を設定する。それは、現在を含む宇宙のサイクルの中で、常にw < −1（ファントムエネルギーと呼ばれる条件）であることを仮定する。（対照的に、スタインハート–テュロックはw ≧ −1を仮定している。）バウム-フランプトンモデルでは、ビッグリップの10-24秒以前に宇宙の反転が起こり、結果的に一つの区画だけがわれわれの宇宙として保持されたとする。この宇宙の区画はクォーク、レプトンまたはゲージ粒子を含まず、暗黒エネルギーだけを含む。それゆえ、そのエントロピーは0になる。この非常に小さい宇宙の収縮の断熱過程では、エントロピーは常にゼロで、宇宙の反転の前に崩壊するブラックホールなどの物質は存在しない。宇宙が “無に還る” というアイデアはこのサイクリック宇宙モデルの中心の新しいもので、QCD相転移や電弱対称性の回復などの相転移の問題と同様に、過剰な宇宙の構造形成やブラックホールの拡散や膨張のような収縮期における問題に直面する多くの困難を避けることができる。これらの問題は、熱力学第二法則の破れを単純に避けるために、望んでいない反発力を生成する傾向が強く見られる。この画期的なw < −1の条件は、真に無限循環のサイクリック宇宙論にとって、エントロピー問題のために論理的に必須であろう。それでもなお、さらに多くの技術的に支援する計算がそのアプローチの一貫性を保証するために必要である。このモデルは弦理論からアイデアを借りているが、弦や多次元を導入する必要はない。ただし、そのような思索は理論の内部整合性を調査する最も迅速な方法を与えるであろう。バウム-フランプトンモデルのwの値は任意に−1に近付けることができるが、それよりは小さくないといけない。